# (7681) Chenjingrun
(7681) Chenjingrun ist ein Asteroid des inneren Hauptgürtels, der am 24. Dezember 1996 von Astronomen des Beijing Schmidt CCD Asteroid Programs (IAU-Code 327) entdeckt wurde.
(7681) Chenjingrun wurde am 28. Juli 1999 nach dem chinesischen Mathematiker Chen Jingrun (1933–1996) benannt, der für seine Ergebnisse in der analytischen Zahlentheorie bekannt ist und als einer der einflussreichsten Mathematiker in China gilt.